# Octospiniferoides australis
Octospiniferoides australis är en hakmaskart som beskrevs av Schmidt och Hugghins 1973. Octospiniferoides australis ingår i släktet Octospiniferoides och familjen Neoechinorhynchidae. Inga underarter finns listade i Catalogue of Life.